# Anita Jönsson
Solveig Anita Jönsson, född 27 oktober 1947 i Lomma, är en svensk politiker (socialdemokrat). Anita Jönsson är lågstadielärare och var riksdagsledamot 1988–2006. I riksdagen var hon ledamot i EU-nämnden och i socialförsäkringsutskottet. Jönsson är bosatt i Lomma och representerade Skåne läns södra valkrets.